# Justicia furcata
Justicia furcata är en akantusväxtart som först beskrevs av Christian Gottfried Daniel Nees von Esenbeck, och fick sitt nu gällande namn av Nikolaus Joseph von Jacquin. Justicia furcata ingår i släktet Justicia och familjen akantusväxter. Inga underarter finns listade i Catalogue of Life.